# Howard Jones
Howard Sion Jones (mais conhecido como Howard Jones) é um cantor, músico e compositor norte-americano. Foi ex-vocalista das bandas Killswitch Engage (com qual gravou três álbuns de estúdio) e Blood Has Been Shed a qual os membros do Killswitch Engage tomaram conhecimento dele. Atualmente está com sua nova banda chamada Light the Torch, antiga, Devil You Know, que mudou de nome em 2018 devido direitos autorais do nome que pertencia ao antigo vocalista. 

## Biografia
Howard assumiu os vocais do KSE, substituindo Jesse Leach em julho de 2002, um pouco antes do lançamento do disco Alive or Just Breathing. Apenas uma semana após entrar na banda, Howard tocou seu primeiro show pelo Killswitch, no Hellfest em Syracuse, Nova Iorque, convencendo milhares de fãs que ele era o cara certo para o trabalho na banda.
No Killswitch Engage e na atual Devil you Know ele é notável pela sua imponente presença de palco e carisma desde os tempos de Blood Has Been Shed, sendo famoso desde a época do underground como um dos melhores cantores da cena, indo desde fry screams e guturais absurdamente agressivos ao canto limpo indicando a versatilidade de sua voz.
Howard originalmente fez o seu nome como "frontman" da banda de metalcore, Blood Has Been Shed.
No dia 4 de janeiro de 2012 a banda Killswitch Engage' informou a saída do vocalista Howard Jones, que fez parte da banda desde 2002, em uma nota no site oficial, explicando aos fãs sobre certos problemas pessoais, que não gostariam de citar, e que mesmo com isso Howard ainda é da família, e que desejam tudo de bom para ele.
Howard explica aos fãs que entre alguns problemas pessoais que esteve enfrentando, um deles foi Diabetes do tipo 2, que o estava deixando desanimado para continuar o trabalho da banda. Howard e toda a KsE são muito gratos pelos 9 anos juntos.
Howard Jones em uma entrevista revelou que esta trabalhando em um novo projeto envolvendo membros do All Shall Perish, Fear Factory e Divine Heresy, denominado Devil You Know".

## Discografia

### Blood Has Been Shed
- I Dwell on Thoughts of You (21 de setembro de 1999, Ferret Records)
- Novella of Uriel (20 de fevereiro de 2001, Ferret Records)
- Spirals (11 de março de 2003, Ferret Records)
- Enloco Tacoa

### Killswitch Engage
- The End of Heartache (11 de maio de 2004, Roadrunner Records)
- As Daylight Dies (21 de novembro de 2006, Roadrunner Records)
- Killswitch Engage II (30 de junho de 2009 Roadrunner Records)

### Devil You Know
- The Beauty of Destruction (25 de Abril de 2014, Nuclear Blast)
- They Bleed Red (6 de Novembro de 2015, Nuclear Blast)

### DVD
- (Set This) World Ablaze (22 de Novembro de 2005, Roadrunner Records)